# Dynamite (canção de Afrojack)
"Dynamite" é o terceiro single do DJ holandês Afrojack para o seu álbum Forget the World, a canção conta com a participação do rapper Snoop Dogg.

## Desempenho nas paradas
| Paradas (2014)                                   | Melhores posições |
| ------------------------------------------------ | ----------------- |
| Bélgica (Ultratip Bubbling Under de Flandres)    | 72                |
| Bélgica Dance Bubbling Under (Ultratop Flanders) | 18                |
| Países Baixos (Single Top 100)                   | 76                |
| Ucrânia (FDR Music Charts)                       | 1                 |